# モルシェン
モルシェン (ドイツ語: Morschen) は、ドイツ連邦共和国ヘッセン州シュヴァルム＝エーダー郡に属す町村（以下、本項では便宜上「町」と記述する）である。

## 地理

### 位置
モルシェンは、カッセルの南、ローテンブルク・アン・デア・フルダおよびベーブラの北のフルダタール（フルダ川沿いの谷）に位置する。

### 隣接する市町村
モルシェンは、北はメルズンゲンおよびシュパンゲンベルク（ともにシュヴァルム＝エーダー郡）、南東はアルハイム（ヘルスフェルト＝ローテンブルク郡）、南西はクニュルヴァルト、西はマールスフェルト（ともにシュヴァルム＝エーダー郡）と境を接している。

### 自治体の構成
自治体としてのモルシェンの町は、アルトモルシェン（町役場の所在地）、ビンスフェルト、オイバッハ、ハイナ、ノイモルシェン、コンネフェルト、ヴィヒテの各地区からなる。

## 歴史
モルシェンの歴史の始まりは定かではない。確実なのは、モルシェンは500年頃にはすでに成立していたことである。800年から1000年までの初期の地名は、Mursna、Mornaha、Mursine、Morsne、Mursenaha といった表記がなされているが、語尾が "aha" となっていることが時代を同定する根拠となっている。これは「水」を意味しており、こうした命名法をもつ村は、最も古い入植地グループに含まれるからである。フランクフルトからアイゼナハに至る中世の重要な交易路であった「ドゥルヒ・ディー・ランゲン・ヘッセン」は、モルシェン近郊でフルダ川を渡っていた。
モルシェンは1997年に、いわゆる「モルシェンの親殺し事件」で有名になった。これは、HEIMAG AG のオーナー夫妻が養女による殺害計画の犠牲となった事件であった。

## 行政

### 首長
ヘルベルト・ヴォールゲムート（無所属）は、2010年に 58.9 % の票を獲得して再選された。2016年3月20日の町長選挙決選投票でインゴ・ベームが 56.00 % の票を獲得して新たな町長に選出された。

### 議会
モルシェンの町議会は、23議席からなる。

## 文化と見所

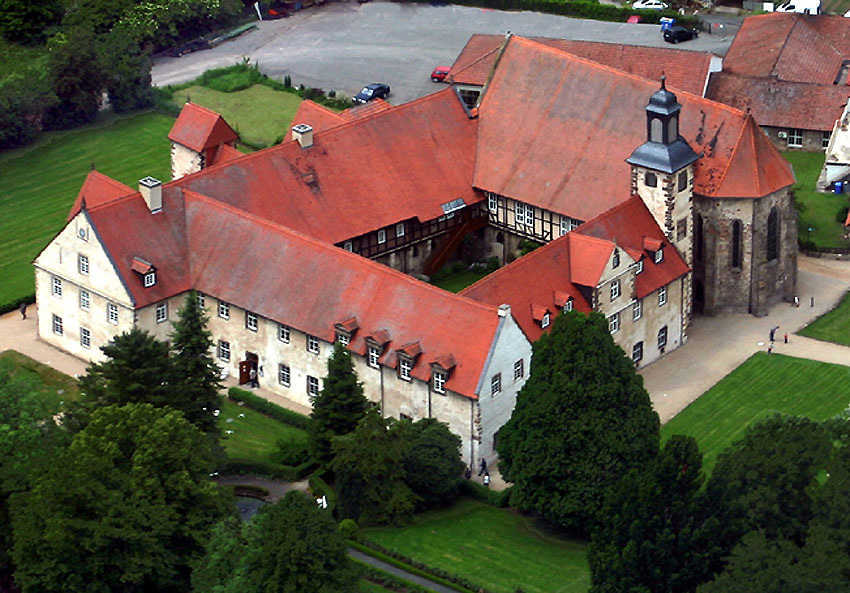
ハイダウ修道院

### 建築
かつてのシトー会修道院、ハイダウ修道院は 13世紀中頃から14世紀初めに建設され、16世紀の中頃と17世紀に方伯の城館に改築された。1985年から2001年まで、この修道院はモデルプロジェクトに指定され、修復工事がなされた。
「Leben • Begegnungen • Perspektiven（生活・出会い・展望）」のモットーの下、ハイダウ修道院は現在、集会、会議、芸術、文化、婚礼、家族の祝い事などに活用されている。毎年多くのゲストがコンサート、展覧会、セミナー、演劇、朗読会、シンポジウム、それに家族や若者たちの個人的な祝い事に修道院を訪れた。

### ユダヤ人墓地
ビンスフェルト地区には、北ヘッセンで最も古いユダヤ人墓地がある。1694年から1937年までの 256基の墓石が、広さ 5540 m2の墓地に点在している。

## 経済と社会資本

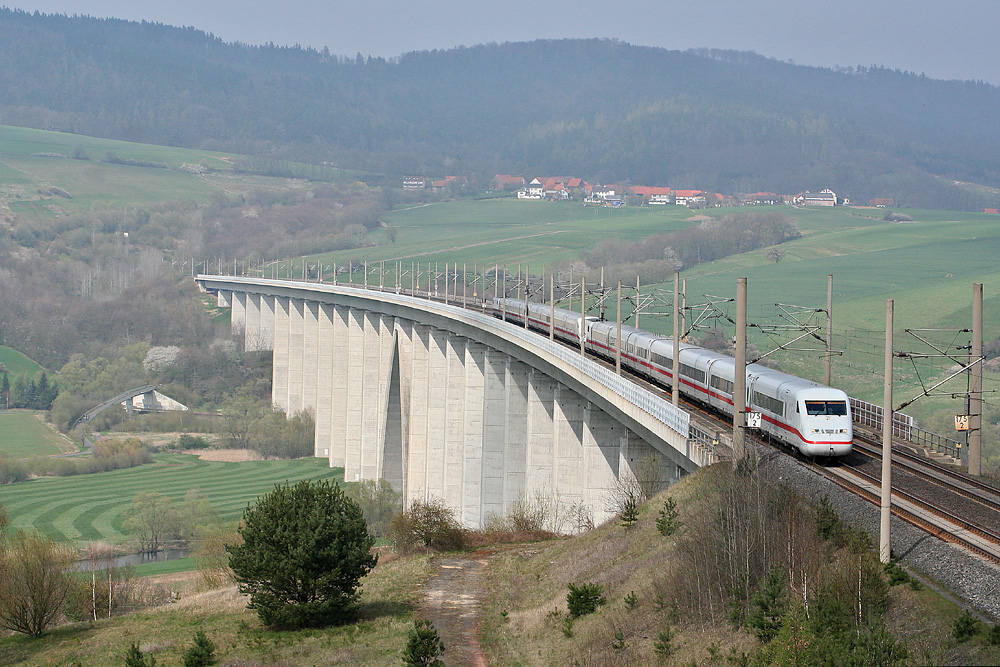
ICEのフルダタール橋

### 交通
モルシェンは、連邦道 B83号線（カッセル - ベーブラ）沿いに位置している。アウトバーン A7号線のマールスフェルト・インターチェンジへは約 11 km の距離である。この街は北ヘッセン交通連盟に加盟している。日中であれば、レギオナルバーンで上級中心都市のカッセルまで約 40分で到着できる。
ICE高速鉄道のハノーファー - ヴュルツブルク線のフルダタール橋は、ビンスフェルトとアルト/ノイモルシェンとの間に架かっており、フルダタールの地表からの高さは最大 75 m ある。
ヘッセン広域自転車道 R1号線（フルダ自転車道: レーン山地のヴァッサークッペからハン・ミュンデンまで）がこの町を通っている。

### 産業
この町最大の雇用主は、地下・道路工事業者である。手工業や専門業種の多彩さは、この町の雇用を豊かにしている。
三つ星ホテルと様々な旅館、ペンションが滞在客に対応する。

### 社会資本
最大地区のアルトモルシェンには、町役場、ミッテルプンクト基礎課程学校（体育館がある）、幼稚園、郵便局、銀行、信用金庫がある。幼稚園は、ノイモルシェン地区にもある。
ヴィヒテの郷土博物館とアルトモルシェンの消防博物館は、風変わりな展示品で興味を惹く。事前に申し込めば、モルシェンからメルズンゲンまで筏で下ることができる。
スポーツ施設は、アルトモルシェン、ノイモルシェン、ビンスフェルト、コンネフェルトにあり、森の豊かなこの町のレジャーを補完している。

## 引用
1. ↑  Hessisches Statistisches Landesamt: Bevölkerung in Hessen am 31.12.2023 (Landkreise, kreisfreie Städte und Gemeinden, Einwohnerzahlen auf Grundlage des Zensus 2011)]
2. ↑  Mord an Adoptiveltern
3. ↑  Ergebnis der Bürgermeisterwahl 2010（2011年11月20日 内容確認）
4. ↑  “Bürgermeisterstichwahl Gemeinde Morschen am 20.03.2016”. 2022年3月4日閲覧。
5. ↑  Binsförth (Gemeinde Morschen, Schwalm-Eder-Kreis) Jüdischer Friedhof bei alemannia-judaica.de（2011年11月20日 内容確認）